# Papyrus 15
Papyrus 15 (in de nummering van Gregory-Aland), {\displaystyle {\mathfrak {P}}}15, of Papyrus Oxyrhynchus 1008 is een oude kopie van het Griekse Nieuwe Testament. Oorspronkelijk was het een manuscript op papyrus van de brieven van Paulus maar alleen 1 Korintiërs 7:18-8:4 zijn overgebleven. Het handschrift wordt op grond van het schrifttype gedateerd in de derde eeuw.

## Beschrijving
Het handschrift is 26,5 x 14 cm en er zijn 37 à 38 regels per bladzijde. Het is geschreven door een geoefende hand. Grenfeld en Hunt veronderstelden dat Papyrus 15 en Papyrus 16 deel uitgemaakt kunnen hebben van hetzelfde handschrift. Deze handschriften hebben hetzelfde soort letters, ruimte tussen de regels, en leestekens.
Waarschijnlijk is dit handschrift een vertegenwoordiger van de Alexandrijnse tekst, maar de tekst is te kort om dit met zekerheid vast te stellen. Aland plaatst het in categorie 1 van zijn Categorieën van manuscripten van het Nieuwe Testament.
Het was het laatste manuscript dat Gregory in 1915 indeelde. Het wordt bewaard in het
Egyptisch Museum (JE 47423) in Caïro.